# 돌로레스 페이스

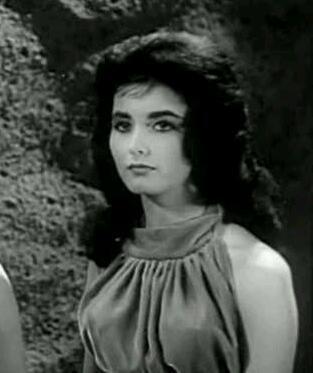

돌로레스 페이스(Dolores Faith, 1941년 7월 15일 ~ 1990년 2월 15일)는 미국의 배우이다.
클리블랜드에서 태어났으며 마이애미에서 사망하였다.

## 영화
- 0011 나폴레옹 솔로 - 원 오브 아워 스파이스 이즈 미싱 (1966년)
- 팬텀 플래닛 (1961년)